# جون دبليو. روزا
جون دبليو. روزا (بالإنجليزية: John W. Rosa)‏ هو ضابط أمريكي، ولد في 28 سبتمبر 1951 في سبرينغفيلد في الولايات المتحدة.